# Хоффер, Эрик
Эрик Хоффер (англ. Eric Hoffer; 25 июля 1902, Нью-Йорк — 21 мая 1983, Сан-Франциско) — американский философ

. Награждён Президентской медалью Свободы (1983). Автор 10 книг. Его первая книга «Истинноверующий: Мысли о природе массовых движений» (1951) получила широкое признание.

## Истинноверующий: Мысли о природе массовых движений
Хоффер привлёк внимание общественности в 1951 публикацией своей первой книги Истинноверующий: Мысли о природе массовых движений.
Обеспокоенный ростом тоталитарных правительств, он пытается найти причины этих явлений в человеческой психологии.
Хоффер аргументирует тем, что фанатизм и экстремистские массовые движения, как религиозные так и политические, появляются при сходных обстоятельствах: когда большое количество людей пребывает в уверенности, что их индивидуальная жизнь бессмысленна и разрушена, что современный мир непоправимо поврежден, и что надежда только во вступлении в широкую массовую группу для осуществления радикальных изменений.

## Публикации
1951 The True Believer: Thoughts On The Nature of Mass Movements ISBN 0-06-050591-5
1955 The Passionate State of Mind, and Other Aphorisms ISBN 1-933435-09-7
1963 The Ordeal of Change ISBN 1-933435-10-0
1967 The Temper of Our Time
1968 Nature and The City
1969 Working and Thinking on the Waterfront: A Journal, June 1958 to May 1959
1971 First Things, Last Things
1973 Reflections on the Human Condition ISBN 1-933435-14-3
1976 In Our Time
1979 Before the Sabbath
1982 Between the Devil and the Dragon: The Best Essays and Aphorisms of Eric Hoffer ISBN 0-06-014984-1
1983 Truth Imagined ISBN 1-933435-01-1
На русском
- Человек убежденный: Личность, власть и массовые движения = The True Believer: Thoughts on the Nature of Mass Movements. — М.: Альпина Нон-фикшн, 2017. — 200 с. — 2000 экз. — ISBN 978-5-9614-6093-3.